# Сатараш
Сатараш (мађ. szataras) је јело од поврћа, најчешће парадајза, паприке и црног лука. Реч је дошла из мађарског језика (мађ. szataras). Такође се зове још и бећарац или бећар-паприкаш.
Послужује се као топло предјело, прилог јелу од меса или самосталан оброк уз пиринач или кромпир. Сатараш се такође може јести хладан. 
Најчешће се припрема од црвеног лука, паприке и парадајза, а често се припрема и уз додатак тиквице, патлиџана и шаргарепе. Такође у неким крајевима уобичајено је додати и јаје или бели лук. Од зачина се додаје со, а по жељи кашичица шећера, бибер и оригано. Такође се може уместо соли додати и соја сос. 
Јело се припрема у широком тигању како би течност брже испарила, а поврће задржало жељену чврстоћу.
У Народном кувару Спасеније-Пате Марковић наводи се да се бећар-паприкаш припрема са свињским месом, које се исецкано на коцке, пропржи пре додавања поврћа.